# U-340
Unterseeboot 340 foi um submarino alemão do Tipo VIIC, pertencente a Kriegsmarine que atuou durante a Segunda Guerra Mundial.

## Comandantes
| Comandante               | Data                                          |
| ------------------------ | --------------------------------------------- |
| Oblt. Hans-Joachim Klaus | 16 de outubro de 1942 - 2 de novembro de 1943 |

## Subordinação
Durante o seu tempo de serviço, esteve subordinado às seguintes flotilhas:
| Período                                     | Flotilha                                  |
| ------------------------------------------- | ----------------------------------------- |
| 16 de outubro de 1942 - 30 de abril de 1943 | 8. Unterseebootsflottille (treinamento)   |
| 1 de maio de 1943 - 2 de novembro de 1943   | 6. Unterseebootsflottille (serviço ativo) |

## Operações conjuntas de ataque
O U-340 participou das seguinte operações de ataque combinado durante a sua carreira:
- Rudeltaktik Iller (12 de maio de 1943 - 15 de maio de 1943)
- Rudeltaktik Donau 1 (15 de maio de 1943 - 20 de maio de 1943)
- Rudeltaktik sem nome (11 de julho de 1943 - 29 de julho de 1943)